# Diospyros cacharensis
Diospyros cacharensis là một loài thực vật có hoa trong họ Thị. Loài này được (Das & P.C.Kanjilal) H.B.Naithani mô tả khoa học đầu tiên năm 1980.